# Académie des beaux-arts de Łódź
Pour les articles homonymes, voir Académie des beaux-arts.
L'Académie des beaux-arts de Łódź (en polonais : Akademia Sztuk Pięknych im. Władysława Strzemińskiego w Łodzi) est un établissement public d'enseignement supérieur et de recherche fondé à Łódź en 1945. 
En 1988, elle a pris le nom d’Académie des beaux-arts Władysław Strzemiński en mémoire de Władysław Strzemiński.